# Forguette Mi Note
Forguette Mi Note est un groupe de rock alternatif français, originaire de Tours. Le groupe a été principalement actif pendant les années 1980 et 1990.

## Biographie
Le groupe Forguette Mi Note est fondé à Tours en 1987. Parmi les musiciens qui ont composé ce groupe figurent : Claire Touzi Dit Terzi (alias Claire Diterzi) qui était la chanteuse et guitariste du groupe, Julie Bonnie (du futur groupe Cornu) aux violon, chant et chœurs, Sylvestre Perrusson (de Rubin Steiner Band et Croque-Love) à la contrebasse et aux chœurs, Rod Chambaud (du futur Cornu pendant les deux premières années) aux percussions, chant et chœurs, Ben Bernardi (de Cornu) à la batterie et aux chœurs et Nicolas Richard aux chœurs.
L'aventure durera neuf ans durant lesquels ils sillonneront l'Europe pour plus de 600 concerts et sortiront deux albums. Les dissensions au sein du groupe notamment entre les fortes personnalités de Claire Diterzi – qui reconnait avoir « foutu la merde dans le groupe et [être] partie » – et de Julie Bonnie sont à l'origine de sa dissolution en 1995,,.
Leur musique était un mélange de rock français alternatif, teinté de musique d'inspiration orientale.

## Discographie
- 1993 : Gargouillis (Cobalt)
- 1994 : Cruciforme (Cobalt)